# Asvestochóri (ort i Grekland, Mellersta Makedonien)
Asvestochóri är en ort i Grekland.   Den ligger i prefekturen Nomós Thessaloníkis och regionen Mellersta Makedonien, i den norra delen av landet, 300 km norr om huvudstaden Aten. Asvestochóri ligger 357 meter över havet och antalet invånare är 5 345.
Terrängen runt Asvestochóri är kuperad. Runt Asvestochóri är det ganska tätbefolkat, med 185 invånare per kvadratkilometer. Närmaste större samhälle är Thessaloníki, 8,0 km väster om Asvestochóri. == Kommentarer ==
1. ↑  Framräknat ur höjduppgifter (DEM 3") från Viewfinder Panoramas.[2] Mer om algoritmen finns här: Användare:Lsjbot/Algoritmer.
2. ↑  Framräknat ur variansen i alla höjduppgifter (DEM 3") från Viewfinder Panoramas, inom 10 km radie.[2] Mer om algoritmen finns här: Användare:Lsjbot/Algoritmer.